# Надим, Аршад
Аршад Надим (хинди अरशद नदीम; род. 2 января 1997, Ханевал, Пенджаб, Миан-Чанну) — пакистанский метатель копья, олимпийский чемпион 2024 года, призёр чемпионата мира 2023 года, призёр Азиатских игр 2018 года, чемпион Игр Содружества 2022 года. Первый в истории Пакистана олимпийский чемпион в личной дисциплине (ранее золото выигрывала только сборная по хоккею на траве) и первый призёр Олимпийских игр от Пакистана в XXI веке.

## Спортивная карьера
В 2018 году Аршад принял участие в летних Азиатских играх, которые состоялись в Джакарте. Там он завоевал бронзовую медаль с результатом 76,05 метров. На Играх Содружества в этом же году ему удалось стать восьмым с результатом 80,75 метров.
В Дохе, на чемпионате мира 2019 года, пакистанец не сумел квалифицироваться в финал, показав только 16-й результат — 81,52 метра, однако этим броском установил новый национальный рекорд.
На Олимпийских играх 2020 года в Токио Аршад стал пятым с результатом 84,62 метра.
В 2022 году на чемпионате мира в Юджине он стал пятым с результатом 86,16 метров. На Играх Содружества, которые состоялись в 2022 году в Бирмингеме, его копьё улетело к отметке 90,18 метров и принесло ему лучший результат в карьере и золото турнира.
27 августа 2023 года Аршад надим стал серебряным призёром чемпионата мира. В финале соревнований в Будапеште пакистанский копьеметатель показал результат 87,82 метра.
8 августа 2024 года в финале Олимпийских игр в Париже установил во второй попытке олимпийский рекорд и рекорд Азии — 92,97 м.